# Horní Vilímeč (przystanek kolejowy)
Horní Vilímeč – przystanek kolejowy w miejscowości Horní Vilímeč, w kraju Wysoczyna, w Czechach. Znajduje się na wysokości 640 m n.p.m..  
Na przystanku nie ma możliwości zakupu biletów, a obsługa podróżnych odbywa się w pociągu.

## Linie kolejowe
- 225 Havlíčkův Brod – Veselí nad Lužnicí